# Riddlecombe
Riddlecombe – przysiółek w Anglii, w Devon. Leży 37,5 km od miasta Exeter, 61,1 km od miasta Plymouth i 279,8 km od Londynu. Riddlecombe jest wspomniana w Domesday Book (1086) jako Ridelcome/Ridelcoma.